# خط عاني (العانة)
الخَطُّ العانِيّ أو الخَطُّ المِمْشَطِيّ (بالإنجليزية: Pectineal line)‏ ويُسمى أيضاً ممشط عظم العانة أو مشط عظم العانة (بالإنجليزية: Pecten pubis)‏، وهوَ حرف على الفرع العاني العُلوي لِعظم العانة، وهو يُشكل جزءاً من حرف الحوض.
بالقُرب منه تَقع ألياف الرباط العان وَالمَنشأ الدانِ للعضلة العانية. يتحد الخط العاني مَع الخط المقوس للعظم الحرقفي مكوناً الخط الحرقفي العاني.

## روابط خارجية
- درسٌ تشريحي حول pelvis مُعدٌ بواسطة ويسلي نورمان (جامعة جورجتاون). (pelvissuperior2)